# Kostel svatého Apolináře (Sadská)
Kostel svatého Apolináře v Sadské je barokně upravený původně románský římskokatolický filiální kostel nymburské farnosti. Nachází se na vyvýšeném místě ve středočeské obci Sadská, okres Nymburk.

## Poloha
Kostel se nachází na kopci Sadská, z něhož je za dobré viditelnosti vidět i na Sněžku. Z cesty od kostela ke hřbitovu je krásný rozhled na severovýchodní část města. Před kostelem je křížek s ukřižovaným Kristem a na zatravněném pozemku u kostela je socha sv. Václava.

## Historie

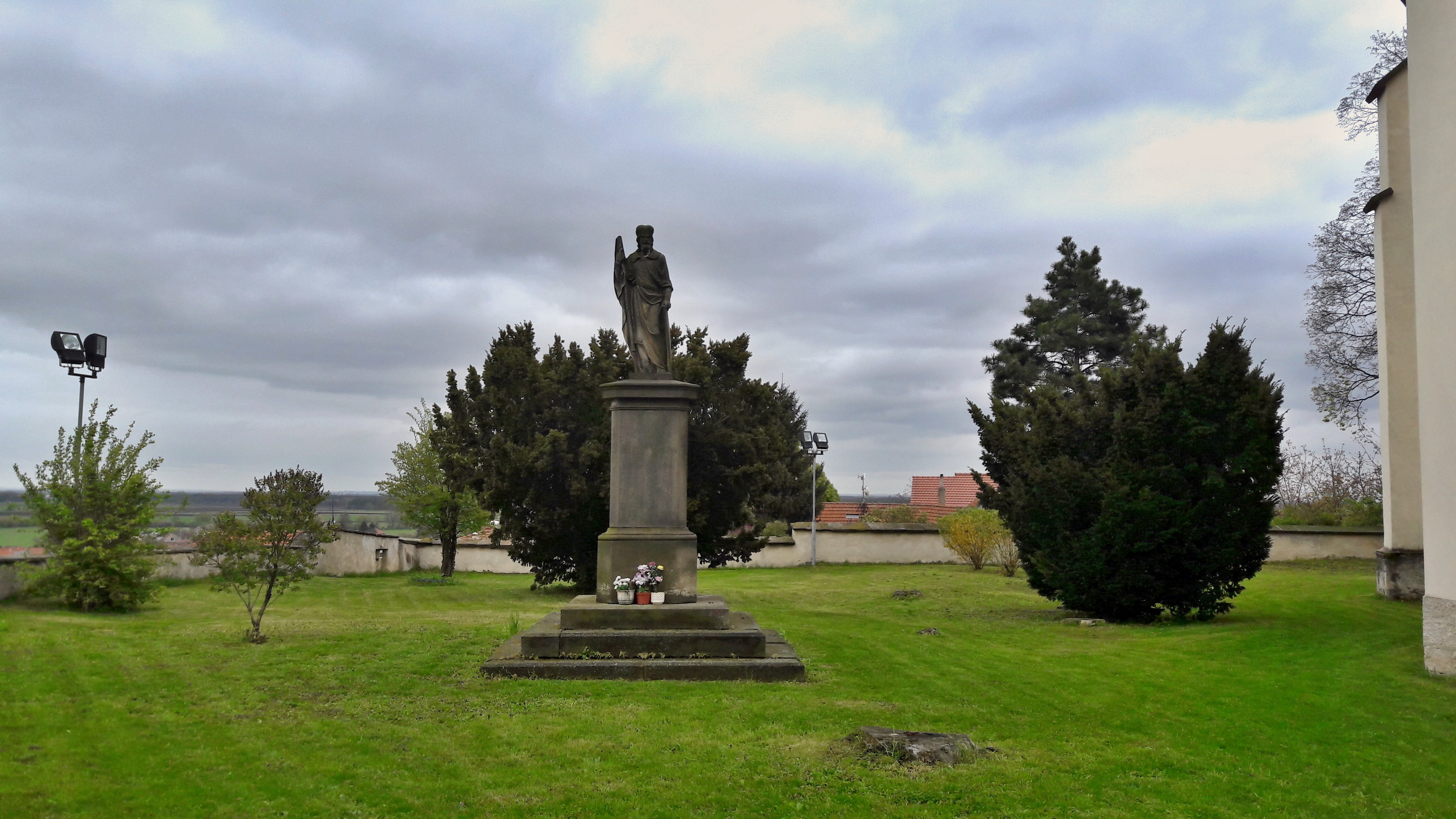
Socha sv. Václava na pozemku u kostela

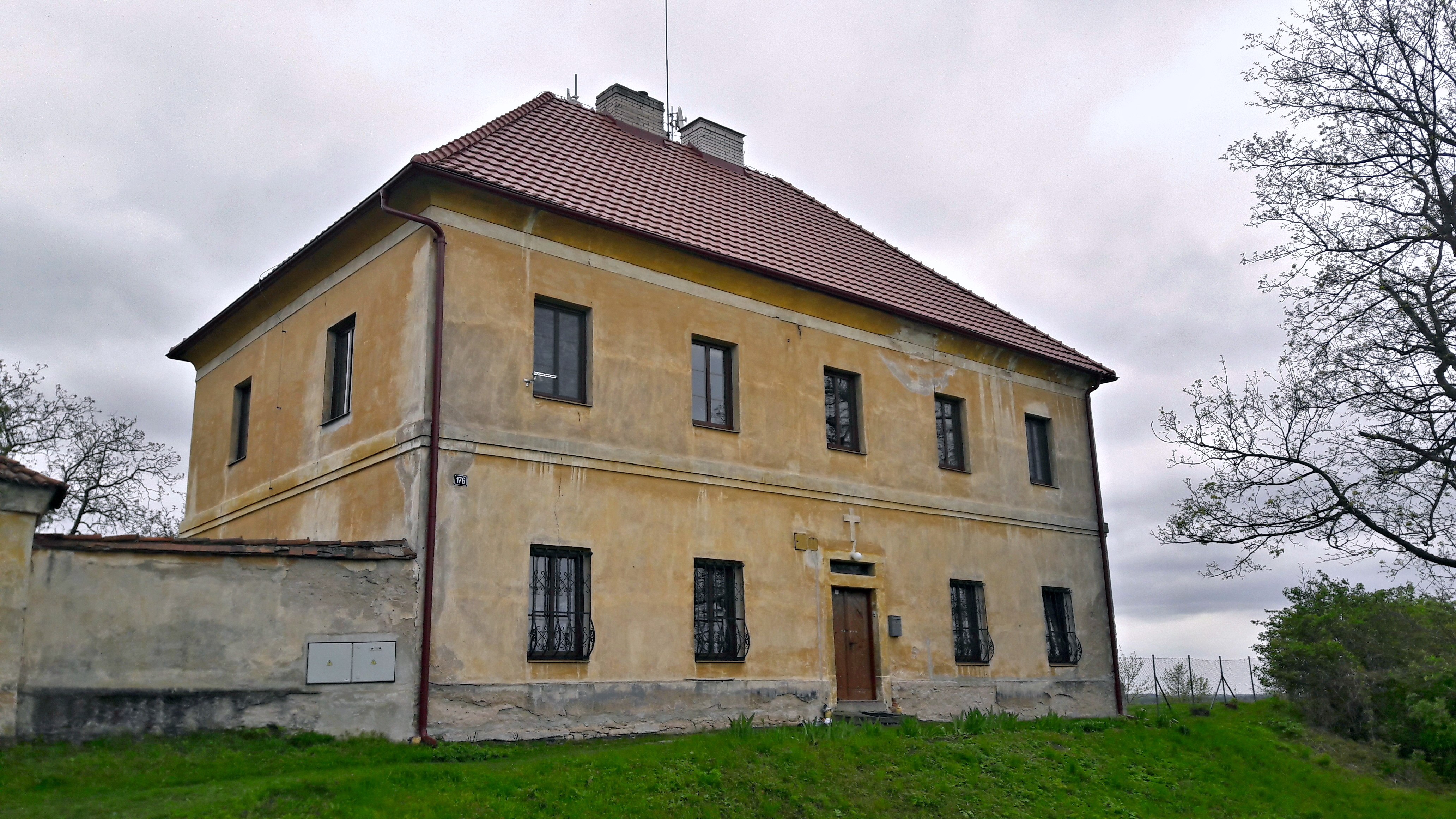
Bývalá fara u kostela sv. Apolináře

Podle legendy měl v místě současného kostela, na východní části kopce, kolem roku 864 založit sv. Cyril kapli svatého Klimenta. V roce 1118 nechal kníže Bořivoj II. namísto kaple vystavět společně s opevněným hradem také kostel zasvěcený svatému Apolináři, při kterém vznikla kapitula sv. Apolináře, nejvyšší stupeň církevních škol. Kostel byl dokončen v roce 1120. Před rokem 1140 byl proboštem kapituly pozdější pražský biskup Ota.
Při gotické přestavbě z iniciativy Karla IV. po roce 1362 se přibyl ke kostelu síťově sklenutý presbytář. Kapitula byla přenesena k nově založenému kostelu svatého Apolináře na Novém Městě pražském. Jedním z posledních děkanů kláštera v Sadské byl Arnošt z Pardubic, jenž byl roku 1344 jmenován prvním arcibiskupem pražským. Do uprázdněného kláštera byl umístěn konvent kanovníků augustiniánů, kteří přestavbu kostela sv. Apolináře provedli.
Pozdější klášter augustiniánů kanovníků, podobně jako většina domů ve vsi, byl roku 1420 zničen a vypálen husity a konvent se uchýlil do mateřského kláštera v Roudnici nad Labem a později do několika klášterů v Polsku. Kostel jako jediný přestál husitské řádění.
V letech 1737–1739 byla provedena radikální barokně-gotická přestavba podle plánů Kiliána Ignáce Dientzenhofera. Ke gotickému presbytáři byla připojena napříč kostelní loď a věž, a tím byl vytvořen půdorys kříže.

## Interiér kostela
Na hlavním oltáři je obraz Kojící madony – vzácná vlámská práce z poloviny 17. století. Hlavní oltář je z roku 1722 od kutnohorského řezbáře F. M. Katterbauera. Oltářní obraz je z roku 1848 od Josefa Vojtěcha Hellicha (1807–1880).